# South Park: Joining the Panderverse
South Park: Joining the Panderverse ist der fünfte Paramount+-Film der Animationsserie South Park aus dem Jahr 2023.
Er behandelt die Themen Multiversum, Künstliche Intelligenz, Cancel Culture, der Woke Kulturkampf und Politische Korrektheit. Der Film parodiert The Walt Disney Company und seinen CEO Robert „Bob“ Iger sowie Lucasfilm-Präsidentin Kathleen Kennedy; Lucasfilm wurde 2012 von Disney aufgekauft. Auf der Metaebene wird der Hollywood-Trend, immer neue Multiversen zu erschaffen, um immer neue Charaktere zu erschaffen, zum Beispiel in den Comicverfilmungen von Marvel Cinematic Universe oder DC Comics, kritisiert, weil dadurch der „rote Faden“ einer Comicwelt aufgeweicht wird, so Kritiker.

## Handlung
Eric Cartman hat Albträume, in denen all seine Freunde sukzessive mit ethnisch diversen Frauenfiguren ausgetauscht werden. Schließlich öffnet sich ein Loch und Cartman tauscht das Universum – er ist nun in einer Welt, in der alle Menschen ethnisch divers sind und der Cartman dieser Welt, eine schwarze woke Frau, ist nun in seiner Welt. Seine Schulfreunde, Kenny, Stan und Kelly bemerken den völlig veränderten Cartman und sprechen mit dem Schuldirektor PC Principal darüber, der ihnen daraufhin Rassismus vorwirft.
In der Zwischenzeit bemerkt Bob Iger und seine Vorstandsmitglieder, dass alle ihre Filme aus der letzten Zeit floppen und der Aktienkurs abschmiert, obwohl sie eigentlich alles richtig machen und im Prinzip denselben Film immer wieder neu drehen und darauf achten, allen zu gefallen. Die Disneyführung entdeckt immer mehr Ungereimtheiten und überlegt, ob das alles mit dem sogenannten Panderstone im Keller des Unternehmens zu tun haben könnte. Dieser Panderstone ist eine Künstliche Intelligenz, die denselben Film immer wieder neu dreht und dabei immer unorigineller und weichgespülter wird, um es allen recht zu machen (aus dem Englischen to pander to sb./sth. = jdm./etw. allzu sehr entgegenkommen [Person, Geschmack]). Kathleen Kennedy hat den Universumssprung von Cartman getriggert, weil sie den Panderstone zu oft benutzte, um ihre Filme möglichst woke zu machen – nachdem sie Hassbriefe auf ihre Filme bekam, benutzte sie ihn noch öfter und die Filme wurden noch woker und diverser, was zu neuen Hassbriefen führte. Durch diese Überbenutzung des Panderstone haben sich dann die beiden Parallelwelten zu einem Universumssprung von Cartman verbunden – Cartman, der diese Briefe schrieb, und Kathleen Kennedy haben sich in einem Teufelskreis gegenseitig hochgeschaukelt.
Währenddessen kann Randy Marsh keinen Handwerker finden, der die Tür seines Ofens reparieren kann. Die Menschen haben verlernt, etwas im Haushalt selbst zu reparieren. Die wenigen Handwerker, die sich mit Reparaturen aller Art befassen, sind durch die gestiegene Nachfrage nach ihren Dienstleistungen reich geworden und ihre Preise sind nun exorbitant hoch. Die Männer in South Park sind aufgebracht, weil sie nun von ihren Frauen als unfähig angesehen werden.

## Kritik
„The brilliance of South Park’s latest special, Joining The Panderverse, is in Matt Stone and Trey Parker’s ability to skewer all sides of a fraught cultural debate. […] This is what makes South Park effective. They get the jokes in, they do the satire, but they show how it’s also pretty complicated and there are people complicit on both sides.“ – Erik Kain im US-amerikanischen Businessmagazin Forbes